# Cát Sơn
Cát Sơn là một xã thuộc huyện Phù Cát, tỉnh Bình Định, Việt Nam.

## Địa lý
Cát Sơn là một xã miền núi, nằm ở phía Tây của huỵên Phù Cát, cách Quốc lộ 1 12 km về phía tây, có vị trí địa lý:
- Phía đông giáp huyện Phù Mỹ
- Phía tây giáp huyện Tây Sơn và huyện Vĩnh Thạnh
- Phía nam giáp xã Cát Lâm và xã Cát Hanh
- Phía bắc giáp huyện Phù Mỹ và huyện Hoài Ân.

Xã có diện tích là 114,58 km² (trong đó phần đất liền chiếm 1,23 km²), dân số năm 2018 là hơn 5.322 người, mật độ dân số là hơn 40 người/km².
Phần lớn dân số xã Cát Sơn là dân tộc Kinh, còn lại khoảng 10 hộ là thiểu số dân tộc Bana sống ở chân núi thuộc xóm Sơn Lãnh, thôn Thạch Bàn Tây. Dân cư tập trung đông đúc hơn ở vùng đồng bằng.

### Địa hình
Cát Sơn có địa hình: Bán sơn địa (một nửa núi một nửa đất), ít bằng phẳng, có núi bao bọc 3 bên và có 2 hồ chứa nước là Hội Sơn và Thạch Bàn, sông La Tinh bắt nguồn từ hồ Hội Sơn(lớn thứ 3 trong các hồ chứa trên địa bàn tỉnh Bình Định)chảy tới cửa biển Đề Gi xã Cát Khánh.

### Khí hậu
Mùa mưa nhiều khoảng tháng 9 đến tháng 11 và một mùa khô nóng hanh ít mưa từ tháng 12 đến tháng 8 hàng năm.

## Hành chính
Xã Cát Sơn được chia thành 3 thôn: Thạch Bàn Tây, Thạch Bàn Đông, Hội Sơn.

## Kinh tế
Cát Sơn là xã có nền kinh tế phát triển chậm. Hầu hết người dân Cát Sơn chỉ tập trung vào trồng cây nông nghiệp, lâm nghiệp(bạch đàn, keo lai).
Dân xã Cát Sơn đa số làm nghề nông và chăn nuôi gia súc(heo, bò, dê), gia cầm(gà, vịt). Những mặt hàng nông sản chủ yếu của người dân như: lúa, ớt, đậu, bắp, dưa hấu.
Thôn Hội Sơn có hồ Hội Sơn. Hồ Hội Sơn vừa là nguồn cung cấp nước quan trọng cho đời sống và sản xuất của người dân trong xã. Ngoài ra còn cung cấp nước cho các xã dọc sông La Tinh đến cửa biển.
Thôn Thạch Bàn Tây bao gồm các xóm: Sơn Nguyên, Sơn Lãnh, Sơn Long Nam, Sơn Long Bắc, Sơn Lân Đông, Sơn Lân Tây. Là nơi đặt trụ sở UBND và HĐND xã Cát Sơn, trường cấp 1, 2 của xã, chợ Cát Sơn cũng thuộc thôn Thạch Bàn Tây. Là thôn có dân số tập trung đông đúc, thương nghiệp có điều kiện phát triển nhất.
Thôn Thạch Bàn Đông nằm phía đông sông La Tinh. Có hồ Thạch Bàn, là nguồn cung cấp nước nông nghiệp chính cho thôn.